# Thuken Lobsang Chökyi Nyima
| Tibetische Bezeichnung                                       |
| ------------------------------------------------------------ |
| Tibetische Schrift: ཐུའུ་བཀྭན་བློ་བཟང་ཆོས་ཀྱི་ཉི་མ།                   |
| Wylie-Transliteration: thu'u bkwan blo bzang chos kyi nyi ma |
| Chinesische Bezeichnung                                      |
| Vereinfacht: 土观•罗桑却吉尼玛                               |

Thuken Lobsang Chökyi Nyima (tibetisch ཐུའུ་བཀྭན་བློ་བཟང་ཆོས་ཀྱི་ཉི་མ། Wylie thu'u bkwan blo bzang chos kyi nyi ma; chinesisch 土观•洛桑却吉尼玛, Pinyin Tuguan Luosang Queji Nima; geb. 1737; gest. 1802) war ein tibetischer Historiker und Geistlicher der Gelug-Schule des tibetischen Buddhismus. Er stammt aus der Gemeinde Dorshi in Amdo. – Er war Tibetologe. Unter dem Namen Thuken Hutuktu wurde er als dritte Persönlichkeit dieser Inkarnationsreihe im Gönlung-Kloster angesehen.

## Kristallspiegel der philosophischen Lehrsysteme
Sein Werk Kristallspiegel der philosophischen Lehrsysteme (grub mtha' shel gyi me long) behandelt die wichtigsten Schulen Indiens, sowohl nicht-buddhistische als auch buddhistische, sowie die ganze Spannbreite der tibetischen Traditionen: Bön-Religion und tibetischen Buddhismus mit Kapiteln zu den einzelnen Schulen Nyingma, Sakya, Kadam, Kagyu, Gelug, Shiche, Cö und Jonang. Darüber hinaus beschreibt es die chinesischen Haupttraditionen: Konfuzianismus, Daoismus und Buddhismus sowie die der Mongolei, Khotans und auch Shambhalas.
Er ist auch der Verfasser eines Werkes zur Geschichte des Gönlung-Klosters.

## Werke
- grub mtha' shel gyi me long
  - (engl. Übers.) The Crystal Mirror of Philosophical Systems: A Tibetan Study of Asian Religious Thought. Thuken Losang Chökyi Nyima; translated by Geshé Lhundub Sopa with E. Ann Chávez and Roger R. Jackson; special contributions by Michael Sweet and Leonard Zwilling; edited by Roger R. Jackson. (Library of Tibetan Classics, Band 25) Boston: Wisdom Publications; [Montreal]: In association with the Institute of Tibetan Classics, 2009 (Verlagslink)

### Chinesische Weblinks
- Tuguan Luosang Queji Nima